# BBÖ 409
Die Dampflokomotivreihe BBÖ 409 war eine Schnellzug-Schlepptenderlokomotivreihe der BBÖ, die durch Rekonstruktion aus der ehemaligen kkStB-Reihe 9 entstanden ist.
Für Hügellandstrecken entwarf Karl Gölsdorf die Reihe 9 der kkStB, mit deren Leistungen man aber nicht zufrieden war.
Die BBÖ unterzogen daher zwischen 1922 und 1928 19 Stück einem Umbau. Die umgebauten Maschinen erhielten die Bezeichnung 409. Der Rekonstruktion wurde von der Lokomotivfabrik der StEG durchgeführt. Die Loks wurden in Heißdampfzwillingslokomotiven umgebaut, wobei die schwergängige Steuerung durch eine Lenz-Ventilsteuerung ersetzt wurde. Ansonsten blieben die Maschinen äußerlich unverändert, auch der voluminöse Dampfsammelbehälter auf dem Kessel blieb erhalten. Die Leistung der Maschinen betrug nun 1200 PS und sie konnten 305 t schwere Züge mit 50 km/h über 10 ‰ befördern. Sie waren hauptsächlich auf der Gesäuse- und Ennstalstrecke eingesetzt.
Die Deutsche Reichsbahn übernahm noch elf Stück 1938 als 17.601–611 und musterte bis 1945 sechs Stück aus.
Nach dem Zweiten Weltkrieg blieben fünf Stück in Jugoslawien und wurden zunächst als JDŽ 03-101–105, ab 1948 JDŽ 110-001"–005" bezeichnet. Diese Nummern waren zuvor schon an frühere SB 110 vergeben worden.